# X (semanário)
X : semanário de grandes reportagens, publicado em Lisboa  foi dirigido pelo célebre Reporter X (pseudónimo de Reinaldo Ferreira), editado pela Imprensa Beleza nos anos de 1934 e 1935.